# TBN 뉴스 통
《TBN 뉴스 통》은 TBN 한국교통방송에서 평일 낮 12시에 방송되었던 TBN 한국교통방송의 낮 종합뉴스 프로그램이다.

## 앵커
- TBN 한국교통방송 아나운서

## 동시 시간대 뉴스 프로그램
- KBS 제1라디오 정오종합뉴스 (KBS 제1라디오)
- MBC 정오종합뉴스 (MBC 표준FM)
- cpbc 정오종합뉴스 (cpbc 가톨릭평화방송)
- BBS 정오종합뉴스 (BBS 불교방송)
- 경인방송 정오종합뉴스 (경인방송)
- TBS 정오종합뉴스 (TBS 교통방송)

| TBN 한국교통방송 평일 프로그램  |                        |                              |
| 이전                            | TBN 뉴스 통            | 다음                         |
| 시사하는 바가 크다 배종찬입니다 | TBN 뉴스 통            | TBN 차차차 (지역별 자체방송) |
| 오전 11시 ~ 오전 11시 55분      | 낮 12시 ~ 낮 12시 10분 | 낮 12시 10분 ~ 낮 1시 55분   |
|                                 |                        |                              |